# Rethymnon

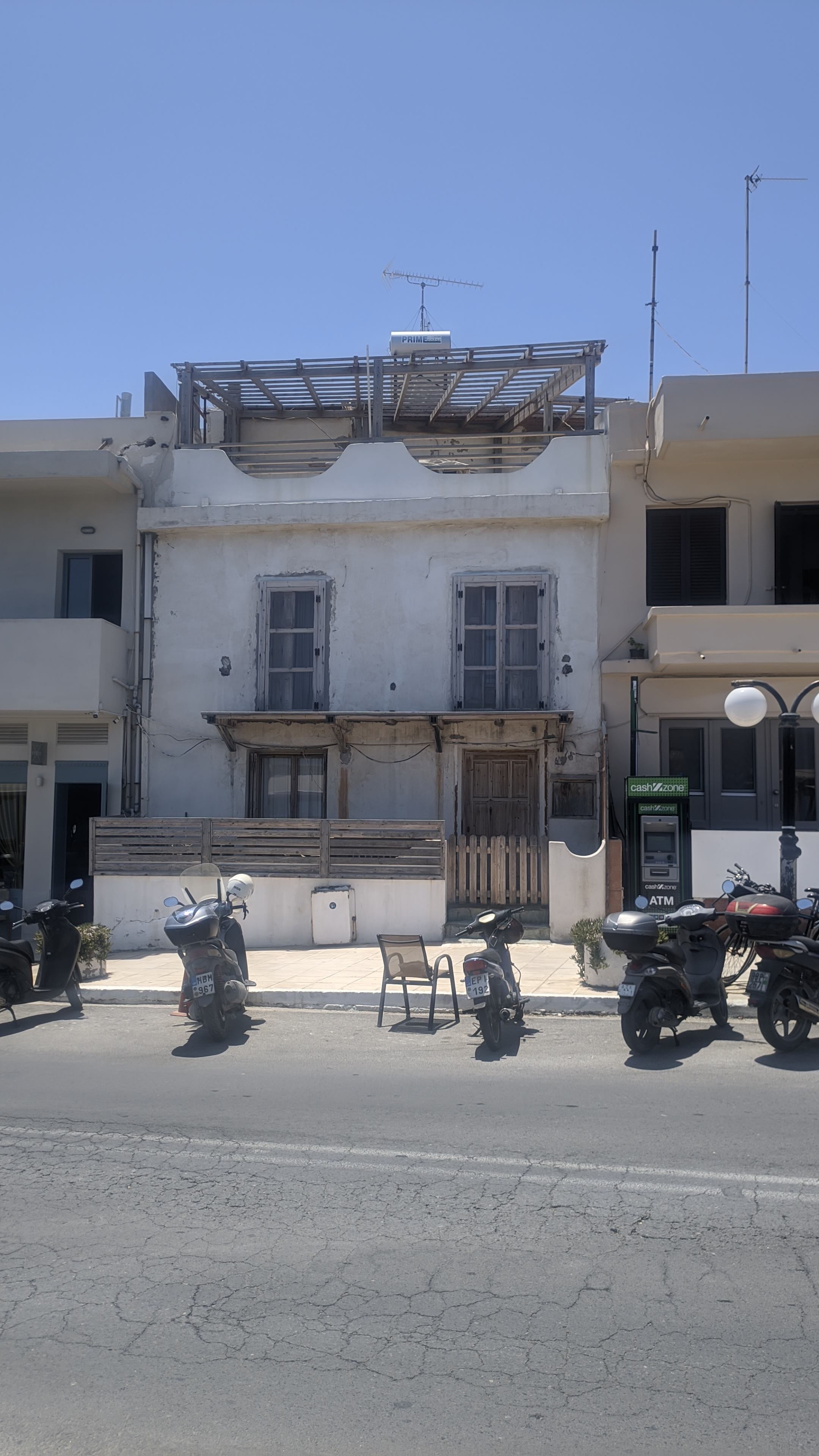
O casa din centrul istoric oraşului Rethymnon

Rethymnon (în greacă Δήμος Ρεθύμνου - Rethymno) este un oraș în Grecia situat în vestul insulei Creta.

## Personalități născute aici
- Kalliroi Parren (1861 - 1940), scriitoare.